# Stadio Ernst Happel
Lo stadio Ernst Happel (in tedesco Ernst Happel Stadion) è un impianto sportivo polivalente di Vienna, capitale dell'Austria.
Nato come Wiener Stadion nel 1931 e successivamente chiamato Praterstadion o Prater Stadion nel secondo dopoguerra in ragione della vicinanza con il famoso parco di divertimenti Prater nel distretto di Leopoldstadt, è l'impianto sportivo più capiente del Paese ed è utilizzato quasi esclusivamente dalla nazionale austriaca di calcio; in casi eccezionali ospita anche gare di club (segnatamente per la finale della coppa nazionale o per incontri di rilievo valevoli per le coppe europee).
Relativamente al calcio ha ospitato quattro finali di Coppa dei Campioni / Champions League, una di Coppa delle Coppe e quella del campionato europeo 2008; in altri ambiti sportivi ha ospitato alcune gare e la finale del campionato mondiale di football americano 2011.

## Storia
Il Wiener Stadion fu costruito tra il 1929 e il 1931 per ospitare la seconda edizione delle Olimpiadi dei Lavoratori, su progetto dell'architetto tedesco Otto Ernst Schweizer.
Durante la seconda guerra mondiale fu utilizzato come caserma dalla Wehrmacht e subì pesanti bombardamenti. Restaurato, nel 1956 venne ampliato con l'introduzione del terzo anello e la capienza fu portata a 91 150 spettatori. Nel 1960, in occasione di un'amichevole fra l'Austria e l'Unione Sovietica, venne stabilito il record di presenze, tuttora insuperato con 90 726 spettatori.
Il nome attuale venne attribuito nel 1993, in onore dell'ex calciatore ed allenatore Ernst Happel, scomparso l'anno precedente.

## Caratteristiche
La sua capacità corrente è di 53 008 posti, gode del ranking a 5 stelle della UEFA, permettendogli di essere ogni anno candidato ad ospitare le finali di Champions League. Lo stadio è stato leggermente ampliato, in quanto il 29 giugno 2008 ha ospitato la finale del campionato europeo. La precedente capienza era infatti di 49 825 posti.

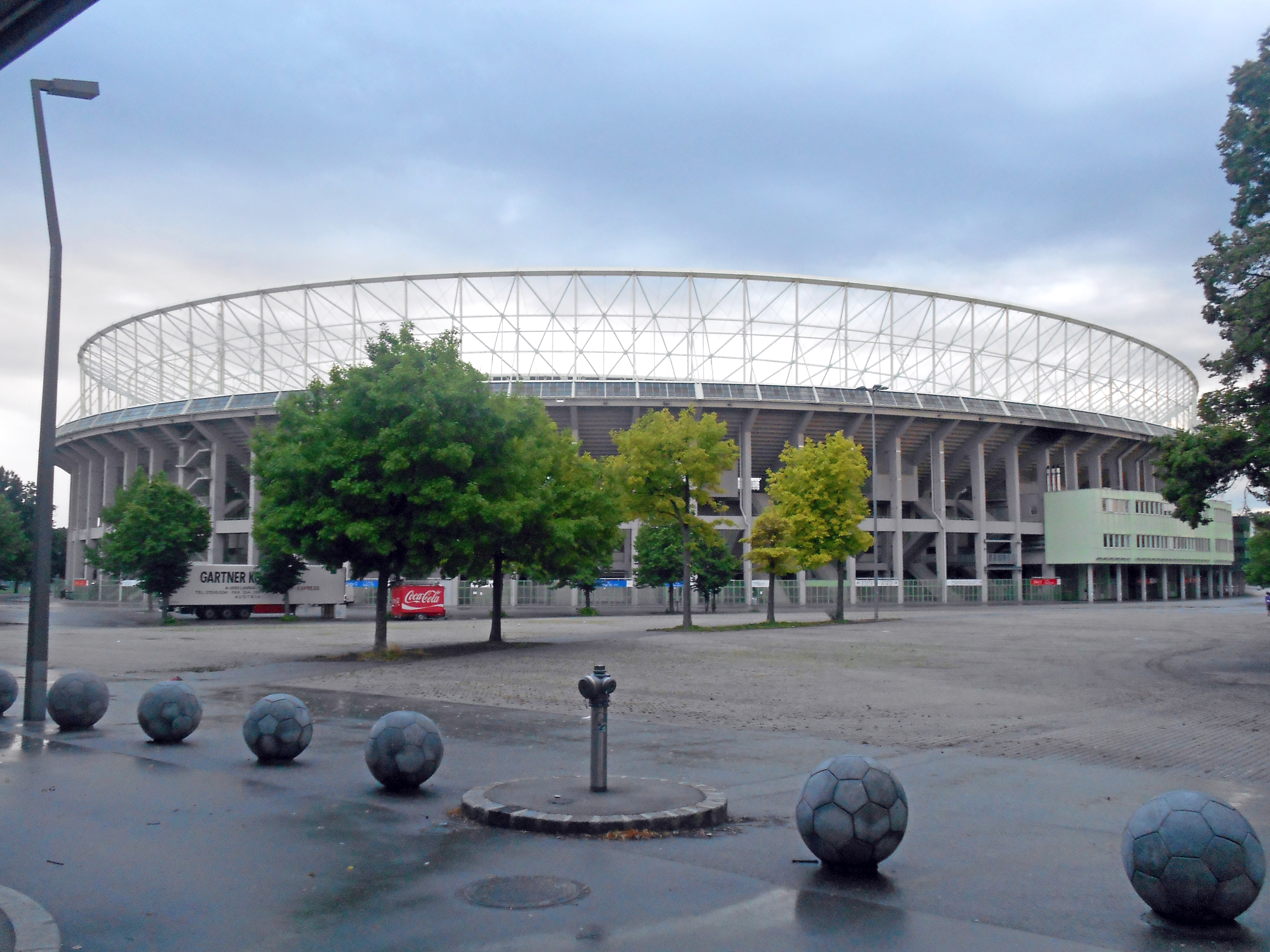
L'esterno dello stadio

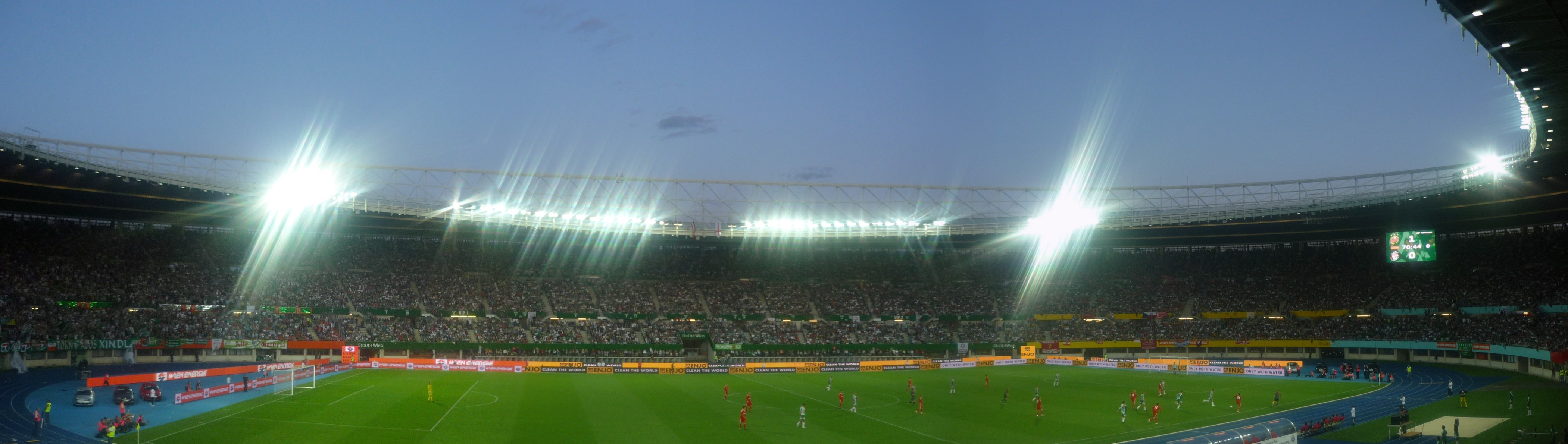
L'interno dello stadio

## Eventi ospitati

### Calcio
Lo stadio ha ospitato 41 finali di ÖFB-Cup, la prima nel 1932 e l'ultima nel 2011. Inoltre, è stato sede di molti derby viennesi di campionato e delle partite internazionali più importanti dei club austriaci. Ha anche ospitato per sei volte una finale di competizione europea:

#### Finale di Coppa dei Campioni/UEFA Champions League
- Inter- Real Madrid 3-1 (27 maggio 1964);
- Bayern Monaco- Porto 1-2 (27 maggio 1987);
- Milan- Benfica 1-0 (23 maggio 1990);
- Ajax- Milan 1-0 (24 maggio 1995);

#### Finale di Coppa delle Coppe
- Manchester City- Górnik Zabrze 2-1 (29 aprile 1970).

#### Finale di Coppa UEFA
- Salisburgo- Inter 0-1 (26 aprile 1994) (andata)

#### Euro 2008
- 8 giugno 2008  Austria- Croazia 0-1 (Primo turno)
- 12 giugno 2008  Austria- Polonia 1-1 (Primo turno)
- 16 giugno 2008  Austria- Germania 0-1 (Primo turno)
- 20 giugno 2008  Croazia- Turchia 1-1 dts (1-3 dcr, quarto di finale)
- 22 giugno 2008  Spagna- Italia 0-0 dts (4-2 dcr, quarto di finale)
- Russia- Spagna 0-3 (Semifinale, 26 giugno);
- Germania- Spagna 0-1 (Finale, 29 giugno).

### Football americano

#### Mondiale 2011
- 15 luglio 2011  Australia- Austria 10-48 (finale per il 7º posto)
- 16 luglio 2011  Germania- Francia 21-17 (finale per il 5º posto)
- 15 luglio 2011  Messico- Giappone 14-17 (finale per il 3º posto)
- 16 luglio 2011  Stati Uniti- Canada 50-7 (finale)

### Atletica leggera
- Campionati europei di atletica leggera 1938 (gare femminili)

### Pallanuoto
- Campionato europeo 1995[2]

### Pugilato
- Campionato europeo dei pesi massimi 1950: Weidinger-Olek

### Tennis
- 21-23 settembre 1990 Austria-Stati Uniti 2-3 (semifinale Coppa Davis)

### Altri eventi
- Assemblee dei Testimoni di Geova (jw.org)
- Michael Jackson (2 giugno 1988, 26 agosto 1992, 2 luglio 1997)